# Grupo Desportivo de Maputo (hockey sobre patines)
El Grupo Desportivo de Maputo es un club de hockey sobre patines de la ciudad mozambiqueña de Maputo que actualmente disputa el Campeonato Nacional de hockey sobre patines de Mozambique.

## Historia
El club fue fundado el 31 de mayo de 1921 con el nombre de Grupo Desportivo de Lourenço Marques por el profesor Sá Couto, José María Rodrigues, Alfredo Fragoso, Américo Costa, Martinho Carvalho Durão y el profesor Cabanelas. En su haber constan 18 títulos de liga (3 ligas de Portugal y 15 ligas de Mozambique).
En 1976, tras haberse producido la independencia de Mozambique de Portugal el año anterior, el club cambió su denominación (y su escudo) por la de Grupo Desportivo de Maputo.
Su único éxito a nivel internacional fue el subcampeonato de la Copa de Europa de la temporada 1973-1974, disputada ante el FC Barcelona, a la cual se clasificó tras derrotar al Reus Deportiu (hexacampeón del torneo) en semifinales.

## Palmarés
- 3 ligas portuguesas: 1968–69, 1970–71, 1972–73
- 15 ligas de Mozambique:  1976, 1987, 1994, 1995, 1996, 1997, 1998, 1999, 2000, 2001, 2002, 2003, 2004, 2006, 2010